# Niemiecki cmentarz wojskowy w Olsztynie
Niemiecki cmentarz wojskowy w Olsztynie – nekropolia położona w Olsztynie (Jakubowie), w pobliżu al. Wojska Polskiego. 
Cmentarz został poświęcony w marcu 1915 r., jednak pierwsze pochówki żołnierzy niemieckich poległych pod Olsztynem odbyły się już w sierpniu 1914. W czasie I wojny światowej pochowano na nim 87 żołnierzy. W okresie międzywojennym chowano tu także osoby cywilne, a w czasie II wojny światowej znowu żołnierzy. Po wojnie cmentarz uległ dewastacji. Odrestaurowany został w 1992 r. z inicjatywy przewodniczącego Związku Mniejszości Niemieckiej w Olsztynie. 
W oficjalnej niemieckiej wersji cmentarz nazywa się Ehrenfriedhof (Cmentarz Honorowy).